# Anita Conti

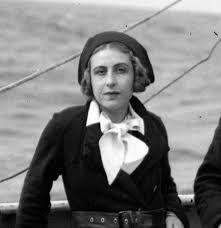
Anita Conti (um 1935)

Anita Béatrix Marthe Conti (* 17. Mai 1899 in Ermont, Region Île-de-France; † 25. Dezember 1997 in Douarnenez, Region Bretagne) war Fotografin und die erste französische Meereskundlerin.

## Leben
Anita Conti geb. Caracotchian entstammt einer wohlhabenden armenisch-französischen Familie. Auf Urlaubsreisen und ab 1914 während der Flucht vor dem Ersten Weltkrieg, die sie mit ihrer Familie auf die Insel Île d’Oléron führte, entdeckte sie ihre Interessen an Fischerei und Meer einerseits, an der Fotografie andererseits. 1915 entstanden ihre ersten Bilder. Nach dem Krieg zog sie nach Paris, schrieb Gedichte und wurde zu einer „meisterlichen Buchbinderin“; sie erhielt Aufträge von Prominenten, und ihre Werke wurden in vielen Städten gezeigt.
1927 heiratete sie den Diplomaten Marcel Conti. Sie verbrachte viel Zeit mit Reisen um die Welt und vielen Aufenthalten auf Fischereibooten, auf denen sie das harte Leben der Hochseefischer kennenlernte und darüber schrieb. Auf einer Forschungsfahrt mit Lucien Marie Beaugé beobachtete sie das Vorkommen von Nutzfischen abhängig von Temperatur, Salinität und weiterer Kennwerte des Meerwassers. Erstmals zeichnete sie Seekarten über die Fischbestände, während bis dahin nur Navigationskarten üblich waren. Ihre Berichte über die Reichtümer des Meeres machte Édouard Le Danois vom Office scientifique et technique des pêches maritimes (OSTPM) auf sie aufmerksam, der sie zur Verantwortlichen für „Propaganda“, wie Öffentlichkeitsarbeit zeitgemäß hieß, auch für das neue Forschungsschiff Président Théodore Tissier ernannte.
Nach einer dreimonatigen Reise auf dem Kabeljau-Trawler Viking in die Arktis 1939 begann sie Berichte über die negativen Folgen der Industriefischerei und über Probleme der verschiedenen Arten des Fischfangs zu veröffentlichen. Auf diesen und anderen Fahrten dokumentierte sie die Fischerei mit vielen tausend Fotografien. Über ihr Leben an Bord schrieb die Draufgängerin: „Eines habe ich schnell begriffen: Man darf die Matrosen nicht ärgern. Ich habe mich also daran gewöhnt, nie Hunger oder Durst zu haben, nie zu schwitzen oder zu frieren, nie seekrank zu werden und mich nie waschen zu wollen. Ich schlage mich eben durch.“
1939/40 war sie auf Booten an der Minenräumung vor Dünkirchen und der Evakuierung des britischen Expeditionsheeres von dort beteiligt. Ab 1943 erforschte sie den Meeresboden vor der westafrikanischen Küste, die Fische und ihre Bedeutung für die Proteinversorgung der Küstenbevölkerung. 1952 nahm sie auf dem Trawler Bois-Rosé an einer fünfmonatigen Fangsaison vor Neufundland teil, über die sie ein Buch schrieb und einen Film machte. Sie schlug bessere Fang- und Konservierungstechniken vor, untersuchte Möglichkeiten der Aquakultur und schrieb immer mehr über Überfischung. 1971 veröffentlichte sie das Buch L’Ocean, les bêtes et l’homme, in dem sie die Schäden beklagte, die die Menschen an den Meeren anrichten. Auf zahlreichen Konferenzen und in internationalen Gremien warb die Freundin von Jacques-Yves Cousteau für einen besseren Meeresschutz.
Contis Ehrenbezeichnung „La dame de mer“ soll von Yves La Prairie stammen, dem Gründer des Forschungsinstitutes Centre national pour l'exploitation des océans (CNEXO), Vorläufer des Ifremer. Die Bezeichnung verbreitete sich schnell unter Journalisten und Seeleuten. Als La dame de mer de la France würdigte La Prairie sie in dem Sammelband Nos Marins (2005).
Conti hat einen Adoptivsohn, den Maler und Fotografen Laurent Girault-Conti (* 1956), der auch Werke aus ihrem Nachlass herausgibt.

## Veröffentlichungen (Auswahl)
- Râcleurs d'océans, Terre-Neuve, Groënland, Labrador. Paris 1953
- Racleurs d'océans. 1953, 20 min. (Film)
- Géants des mers chaudes. Paris 1957
- L'Océan, les bêtes et l'homme ou l'Ivresse du risque. Paris 1971
- Les Terre-neuvas. Paris 2004
- Les vaisseaux du hasard. Gedichte und Fotos, Saint-Macaire-en-Mauges 2020

## Überlieferung
Seit 2003 befindet sich ihr schriftlicher und fotografischer Nachlass mit 40.000 Negativen in Lorient. Digitalisate sind online veröffentlicht.

## Ehrungen
- Ritterin der Ehrenlegion

Nach ihr sind zahlreiche Schulen benannt, darunter der Lycée professionnel maritime de Fécamp, ferner Straßen in zahlreichen Küstenorten und ein Platz in ihrem Herkunftsort Ermont.
- 2014 wurde ein großer Saugbagger des Seehafens von Bordeaux auf den Namen Anita Conti getauft.
- 2018 erfolgte die Uraufführung der Symphonie Anita, op. 81 von Benoît Menut.
- 2019, zu ihrem 120. Geburtstag, erinnerte ein Google Doodle in Frankreich an sie und ihr Werk.

## Sekundärquellen

### Filme
- Jean-Paul Lussault: Anita Conti, la dame de la mer. France 3 Normandie, 1992, 33 min.
- Babeth Si Ramdam: Anita Conti, femme océan. Cap sur Anita Conti, 1995, 26 min.
- Gérard Vincent: Anita Conti et les Racleurs d'océans. Ifremer, 1995, 11 min.
- Marc Gourden: Anita Conti, une vie embarquée. France 3 Normandie, 2010, 52 min.